# Mondkalender (Astrologie)
Der Mondkalender (auch Lunar und Monatsregeln bzw. Zwölfmonatsregeln, lateinisch regimina duodecim mensium) ist die Kombination eines astronomischen Lunarkalenders mit einem Interpretationssystem, das sich aus der frühen Astronomie sowie der Iatroastrologie bzw. Iatromathematik herleitet und heute noch in der Astrologie Verwendung findet.
Die Textgattung Lunare (von lateinisch luna, ‚Mond‘) wird von Christoph Weißer definiert als „Kurztexte, die zu den 30 Tagen (Lunationen) eines von Neumond zu Neumond zählenden Mond-Monats Prognosen (bis zum Ende des Mittelalters zum Beispiel Krankheitsprognosen) bieten und demgemäß über eine konstante 30gliedrige Struktur verfügen“ und dem Komplex der Laienastrologie zuzuordnen sind. Die als laienastrologische Gattung seit dem Frühmittelalter auftretenden Lunare sind als (im Gegensatz zu nach den 12 Monaten gegliederten Monatsregeln) nach den 28 bzw. 30 Tagen des Mondstands gegliedert.
Vorläufer waren Mond-Omina in Mesopotamien und ähnliche Vorhersagen im alten Ägypten. Mondwahrsagetexte, auch Mondbücher genannt, bezeichnen alle Texte, bei denen Zukunftsprognosen mit dem Mond in Beziehung gebracht werden. Brévart unterteilt die entsprechenden Texttypen in Lunare, Zodiakalmondbücher, Mondbücher nach den 28 Mondstationen, Planetentraktate, Magische Zodiakalmondbücher und Spezialprognosen nach dem Mond.
Auf Laien ausgerichtete Monatsregeln, die nach den duodecim menses die Lebensführung festlegen, sind seit dem Frühmittelalter belegt. Astrologische Mondkalender kamen erst im 19. Jahrhundert auf. Davor spielte der Aberglaube allenfalls in gehobenen Kreisen eine marginale Rolle: In der mittelalterlichen Medizin beispielsweise spielte der Mond eine untergeordnete Rolle. Nach Kalendern aus dem 15. Jahrhundert sollten junge Menschen bei zunehmendem, alte Menschen bei abnehmendem Mond zur Ader gelassen werden. Diese Publikationen fanden laut Sebastian Herrmann nur eine geringe Verbreitung und verschwanden im Zeitalter der Aufklärung. Im 19. Jahrhundert wurden laut Herrmann „diese einst elitären Überzeugungen dann als vermeintlich alter Bauernglaube umetikettiert. Die Lebensreformbewegung und die Anthroposophie Rudolf Steiners gaben dem neuen Mondglauben in den 1920er- und 1930er-Jahren einen weiteren Schub“.
Seit etwa den 1980er Jahren erfährt die Beachtung dieser Zeitqualität über die im Handel erhältlichen Mond- oder Aussaatkalender zunehmenden Anklang. Diese Werke sind hinsichtlich der Beachtung der Mondkonstellationen teilweise sehr detailliert ausgearbeitet. Im Rahmen dieser neuen Renaissance werden diese Kalender auch in – über die ursprüngliche Verwendung hinausgehendem – anderem Zusammenhang benutzt.

## Land- und forstbauliche Mondkalender
Die Wurzeln des agrarischen lunaren Kalenders liegen in mittelalterlichen Bauernkalendern, die zum Beispiel im Hundertjährigen Kalender aus dem mittleren 17. Jahrhundert überliefert sind. Diese waren an kalendertechnisch alten Lunarkalendern orientiert.
Folgende Mondperioden sind – je nach Volksglauben oder astrologischer Schule – für das Pflanzenwachstum relevant:
1. Phasen der Zu- und Abnahme des Mondes, die eigentlichen Mondphasen (synodischer Mondrhythmus)
2. Unterschiedliche Entfernung des Mondes zur Erde (Supermond und Lilith) (anomalistischer Mondrhythmus)
3. Auf- und absteigender Mond, d. h. abwechselnd nördlich des Himmelsäquators – hochstehend – und südlich des Himmelsäquators – tiefstehend (tropischer Mondrhythmus)
4. Mondstände in den Tierkreiszeichen (siderischer Mondrhythmus)

Beispiele für angebliche Zusammenhänge zwischen astrologischen Konzepten und Land- oder Forstwirtschaft:
- Das Ernten und Einlagern von Getreide soll  bei abnehmendem Mond geschehen. Das Getreide sei dann haltbarer und nicht so anfällig für Käfer- und Schimmelbefall. Die Aussaat von Halmfrüchten (Getreide) solle dagegen  bei zunehmendem Mond erfolgen, und zwar bevorzugt dann, wenn der Mond in einem Feuerzeichen (Fruchtzeichen) stehe. Dies ermögliche rasches und sicheres Auflaufen, schnellen Bodenschluss und dadurch verringerte Erosionsanfälligkeit. (Andere Quellen verweisen in diesem Zusammenhang auf den auf- bzw. absteigenden Mond.)
- Es wird behauptet, Holz, das die ersten acht Tage nach dem Dezember-Neumond im Tierkreiszeichen Wassermann geschlagen wird, verziehe sich als Bauholz nicht.

## Verschiedene Methoden
Innerhalb des agrarbezogenen Mondglaubens gibt es erhebliche Unstimmigkeiten in der Methodik, die Tierkreiszeichen und Sternbilder mit dem siderischen Monat zu korrelieren: Auf der einen Seite stehen die Erfahrungen von Thun (2001), auf der anderen Seite Untersuchungen, die überwiegend die Thun’schen Versuchsergebnisse nicht nachvollziehen konnten. Spiess (1994) konnte in seinen mehrjährigen Versuchen die Thun’schen Aussaat-Empfehlungen zu lunaren Rhythmen nicht bestätigen. Er führt dies darauf zurück, dass Thun sich nach den Sternbildern, er selbst hingegen – wie auch Paungger & Poppe (1991) – sich nach den Tierkreiszeichen („Sternzeichen“) richtet. Zwischen Sternbildern und Tierkreiszeichen besteht aber derzeit ein Unterschied von etwa 30 Bogengraden (siehe Präzession, Zyklus der Präzession), was beim Mondumlauf einen Zeitunterschied von durchschnittlich 2,3 Tagen ausmacht.
Es gibt also derzeit zwei widersprüchliche vorherrschende Betrachtungsweisen: Thun orientiert sich an der indischen Astrologie („siderischer“ Tierkreis), Paungger & Poppe dagegen am Analogieprinzip der westlichen Astrologen und damit an den Tierkreiszeichen (tropischer Tierkreis).
Ein Beispiel aus dem Mondkalender 2001: Nach Paungger & Poppe stünde in Deutschland ein zunehmender  Mond vom 4. April 20 Uhr bis 6. April 23 Uhr (also gut zwei Tage lang) im Zeichen Jungfrau, wogegen er nach Thun in dieser Zeit noch im Löwen stünde und erst am 6. April 12 Uhr in das Jungfrau-Zeichen einträte (bezogen auf mitteleuropäische Sommerzeit). Die jeweils empfohlenen Termine liegen bis zu drei Tage auseinander.
Auch gibt es in der Literatur unterschiedliche Ansichten über die Ausdehnung der Tierkreiszeichen (Gleichabständiges Modell, Konstellationsgrenzen), oder über die Qualität und Beurteilung der verschiedenen Perioden des Mondes.

## Kritik
Die Einflüsse der Gezeiten auf die Rhythmen von Meereslebewesen sind bekannt. Die Stärke der Gezeiten wiederum wechselt mit den Mondphasen.
Henri Louis Duhamel du Monceau widerlegte in einer Studie zwischen 1732 und 1736 die These, im abnehmenden Mond geschlagenes Holz (sogenanntes Mondholz) sei haltbarer als das zu anderen Mondphasen geschlagene. Auch Hermann Knuchel kommt in groß angelegten Versuchen in den 1920er-Jahren zu keinem anderen Ergebnis.
Was die Einflüsse der Mondphasen auf den Menschen und menschliches Verhalten betrifft, so ergab eine Metastudie zu 37 einen eventuellen Mondeinfluss untersuchenden Studien nichts, was die Annahme eines solchen Einflusses stützte.
Eine Studie, in der die Häufigkeit von Verkehrsunfällen über einen Zeitraum von 22 Jahren untersucht wurde, fand keinen Zusammenhang mit den Mondphasen, aber einen mit den von Sonne und Mond ausgeübten Gezeitenkräften.
Auch eine wissenschaftliche Untersuchung des Erfolgs von Knieoperationen konnte keinen Zusammenhang mit den Mondphasen feststellen.

## Weitere Verwendungen des Mondkalenders
Ursprünglich wurden Mondkalender und Monatsregime (lateinisch regimen duodecim mensium) im agrarischen, diätetischen und medizinischen Bereich benutzt.